# 707
Cette page concerne l'année 707  du calendrier julien. Pour l'année 707 av. J.-C., voir 707 av. J.-C.  Pour l'avion, voir Boeing 707.
L'année 707 est une année commune qui commence un samedi.

## Événements
- 18 juillet, Japon : à la mort de Mommu est célébré le dernier mogari, rite funéraire en l'honneur du souverain antérieur au bouddhisme[1].
- 18 août : début du règne de Gemmei, impératrice du Japon (fin en 715).

- La flotte arabe de Tunis atteint les îles Baléares. Les Musulmans concluent un pacte qui établit un accord de coexistence pacifique avec les populations chrétiennes de l'archipel[2].
- Campagne des Turcs T’ou-kiue en Sogdiane à la suite de l’appel des habitants de Boukhara. Le kaghan Mo-tcho envoie son neveu Kul-tégin. Il semble qu'il soit battu entre Boukhara et Merv par le gouverneur arabe du Khorassan Qutayba[3].

## Décès en 707
- 18 juillet : Mommu, empereur du Japon.
- 7 août : En Chine, assassinat de Wu Sansi (en) (Wou San-sseu), neveu de Wu Zetian et amant de l’impératrice Wei (en)[4].
- 18 octobre : Jean VII, pape.